# Île Saddlebag
L'île Saddlebag est une île de l'État de Washington dans le Comté de Skagit aux États-Unis, une des îles San Juan.

## Géographie
Aménagée pour les sports de plein-air et les sports nautiques, elle s'étend sur environ 334 m de longueur pour une largeur de près de 380 m.